# 槌柱兰
槌柱兰（学名：Malleola dentifera）为兰科槌柱兰属下的一个种。